# Az Osztrák Császárság himnusza
Gott erhalte, Gott beschütze / unsern Kaiser, unser Land! / Mächtig durch des Glauben Stütze / führ' Er uns mit weiser Hand! / Lasst uns Seiner Väter Krone / schirmen wider jeden Feind: / Innig bleibt mit Habsburg Throne / Österreichs Geschick vereint. / Fromm und bieder, wahr und offen / lasst für Recht und Pflicht uns stehn, / lasst, wenn's gilt, mit frohem Hoffen / mutvoll in den Kampf uns gehn! / Eingedenk der Lorbeerreiser, / die das Heer so oft sich wand, / Gut und Blut für unsern Kaiser, / Gut und Blut fürs Vaterland! / Was des Bürgers Fleiss geschaffen, / schütze treu des Kriegers Kraft: / mit des Geistes heitern Waffen / siege Kunst und Wissenschaft! / Segen sei dem Land beschieden / und sein Ruhm dem Segen gleich: / Gottes Sonne strahl' in Frieden / auf ein glücklich Österreich! / Lasst und fest zusammenhalten: / in der Eintracht liegt die Macht, / mit vereinter Kräfte walten / wird das Schwerste leicht vollbracht. / Laß uns, eins durch Brüderbande, / gleichem Ziel entgegengehn: / Heil dem Kaiser, Heil dem Lande: / Österreich wird ewig stehn!

A volt osztrák császári himnusz (kezdőszavai alapján a Gott erhalte) többféle szöveggel az Osztrák Császárság állami himnusza volt a 19. század elejétől az Osztrák–Magyar Monarchia 1918-as megszűntéig.

## A himnusz története

### Az első változatok (1791–1854)

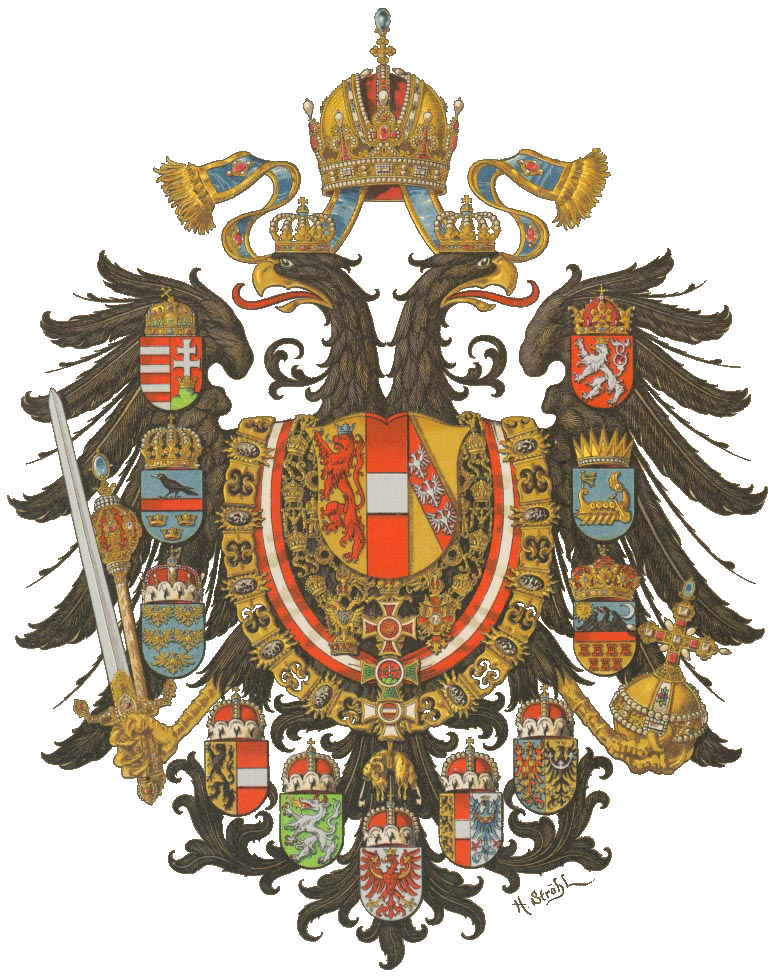
Az osztrák császárság címere 1867-től

Az első szövegváltozat Lorenz Leopold Haschka (1749–1827) 1791-es szerzeménye, a frissiben trónra lépett Ferenc császárt köszöntötte akkor még Gott erhalte Franz den Kaiser kezdettel. Nyilvánosan először 1797-ben énekelték, zenéjét pedig igazi nagyság, maga Joseph Haydn komponálta nyugat-magyarországi horvát népdalmotívumok felhasználásával. Jelenleg Németország himnuszának ez a dallama. A napóleoni terjeszkedéstől fenyegetett Ausztriában fontos szerepe volt a nemzeti öntudat erősítésében e népszerű, lelkesítő, némileg egy katonai indulóra emlékeztető alkotásnak.
A kezdettől félhivatalos nemzeti himnusznak számító mű 1826-tól lett hivatalosan is azzá, de nem Haschka szövegével, hanem egy ismeretlen költőnek a Napóleon fölött aratott szövetségi győzelmet ünneplő versszakaival.
A szöveget Ferdinánd trónra léptével 1835-ben amúgy is át kellett volna írni Franzról Ferdinandra, de ha már hozzányúltak, a korábbi szöveget megint lecserélték, ezúttal Karl von Holtei (1798–1880) sziléziai költő soraira. A bécsiek tetszését azonban egyáltalán nem nyerte el ez a változat, hiányzott belőle – úgymond – a „jellegzetes bécsi íz”, s az sem tetszett a hazafias osztrákoknak, hogy nemzeti himnuszuk szerzője porosz legyen. Így váltotta fel a hányatott sorsú himnusz szövegét Joseph Christian von Zedlitz báró (1790–1862) műve. Ez végre elnyerte a bécsiek tetszését, nem is kellett rajta többet változtatni, eltekintve attól, hogy 1848-ban, Ferenc József uralkodásának kezdetén az első sorokban Ferdinand helyét megint Franz foglalta el. Németország és Ausztria is propagandisztikus célra használta az első világháborúban Haydn dallamát.

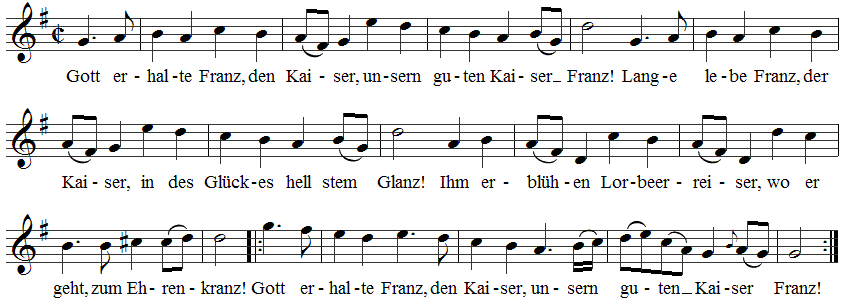
A Haydn-féle kotta az első szövegváltozatok egyikével, 1. versszak

### A végleges változat (1854–1918)
1854-ben, miután az uralkodóváltáskor megint felbuzdultak a himnuszszerzők, maga Franz Grillparzer is megpróbált az udvari kancellárián (melynek munkatársa volt) lobbizni az 1848-ban írott saját verziója érdekében – sikertelenül. Pályázatot írtak ki olyan szövegre, amit nem kell minden uralkodóváltáskor lecserélni, tehát keresztnév lehetőleg ne szerepeljen benne. Az az igény is megfogalmazódott, hogy a himnusz a zűrzavaros 19. század derekán, a Német-római Birodalom megszűnte után és a német egység eszméjének hajnalán töltse meg lelkesítő tartalommal az önálló osztrák Vaterland (haza) fogalmát. A sikeres pályázat lezárultával megszületik a végleges változat (lásd a jobboldali keretben), Johann Gabriel Seidl (1804–1875) szövege, a Haschka-féle első vers átdolgozott, bővített és immár keresztnévmentes változata. Ebben a formájában lett az Osztrák–Magyar Monarchia hivatalos himnusza; a soknemzetiségű monarchiának egyéb nemzeti, nemzetiségi himnuszai nem kaptak hivatalos státuszt. 1903-ban a magyar országgyűlés csak elismerte a magyar nemzeti himnusz hivatalosságát. 1903-ban a magyar országgyűlés elfogadott egy 2 paragrafusból álló törvényjavaslatot, „az egységes magyar nemzet himnuszáról” Ennek 1. § szerint :”Kölcsey himnusza az egységes magyar nemzet himnuszává nyilvánítattatik”, a 2. § pedig meghatározta, hogy a törvény 1903. augusztus 20.-tól lép hatályba. Ezt a törvényt azonban I. Ferenc József magyar király soha nem szentesítette, azaz soha nem is lépett hatályba. Így a Kölcsey-féle himnusz sohasem lett hivatalos a Birodalomban.

## A szöveg jellegzetességei és a magyar fordítás
Tartsa Isten, óvja Isten

Királyunk s a közhazát!

Erőt lelve a szent hitben

Ossza bölcs parancsszavát!

Hadd védnünk ős koronáját

Bárhonnét fenyítse vész!

Magyar honnal Habsburg trónját

Egyesíté égi kéz.

Haydn: Gott erhalte Franz den Kaiser (0:59)

Probléma esetén lásd:Médiafájlok kezelése.
Láthatólag az angol himnusz („God Save the King/Queen”) lebegett példaképként a szerző(k) előtt, az összevetésből azonban jellegzetes különbségek tűnnek ki. Hangneme az angol himnuszéval ellentétben nem polgári öntudatról, inkább alattvalói érzületről árulkodik. A vallás kiemelt helyet kap: a „szent hit” a katolikus hitet jelenti a szövegben. Az uralkodó személyére nézve az angol szöveghez képest jellegzetes új vonás az erőteljes paternalizmus („Ossza bölcs parancsszavát”, illetve az eredetiben: führ' Er uns mit weiser Hand). A Habsburgok trónját az osztrák örökös tartományokhoz (örökre!) kötő következő kijelentés is inkább az uralkodóház forró reményéről, mint történelmi realitásokról számol be: Innig bleibt mit Habsburg Throne / Österreichs Geschick vereint).
Az egy versszakos hivatalos magyar fordítás befejező két sora fordítói lelemény: az a bizonyos „égi kéz” immár a magyar hont „egyesíté” a Habsburg trónnal: ez a fogalmazás a szabadságharc bukása után évtizedekkel, a kiegyezés utáni, szilárd monarchiában is komoly indulatokat keltett Magyarországon; talán nem véletlen, hogy a magyar fordítást érdemes alkotója nem vállalta a nevével, és hogy a közös himnusz igen kevésbé volt népszerű a békebeli Magyarországon.
Mikszáth Kálmán A gavallérok című művében a menyegzőről hazatérőben levő urak „szomorú nótát” kérnek a cigánybandától, mire a huncut prímás rákezdi a Gott erhaltét – az irodalmi betét jól jellemzi a himnusz hazai fogadtatását. Forgalomban volt egy népszerű paródiája is: egyszerűen a magyar kártya lapjait énekelték oda és vissza a következő rendben (visszafelé számlálva a „disznó” az „ász” másik neve), ismételni a végtelenségig lehet – ezzel a kellemetlen, nemzeti érzést sértő Gott erhaltét értelmetlen kiszámolóvá fokozták le, kvázi megfosztották erejétől: ||: hetes, nyolcas, kilences, tízes, alsó, fölső, király, ász :||, ||: disznó, király, fölső, alsó, tízes, kilences, nyolcas, hetes :||.

## Teljes Szöveg

### Eredeti Verzió (1797)
Gott erhalte Franz, den Kaiser,

Unsern guten Kaiser Franz!

Lange lebe Franz, der Kaiser,

In des Glückes hellstem Glanz!

Ihm erblühen Lorbeerreiser,

Wo er geht, zum Ehrenkranz!

|: Gott erhalte Franz, den Kaiser,

Unsern guten Kaiser Franz! :|

Laß von seiner Fahne Spitzen

Strahlen Sieg und Fruchtbarkeit!

Laß in seinem Rate Sitzen

Weisheit, Klugheit, Redlichkeit;

Und mit Seiner Hoheit Blitzen

Schalten nur Gerechtigkeit!

|: Gott erhalte Franz, den Kaiser,

Unsern guten Kaiser Franz! :|

Ströme deiner Gaben Fülle

Über ihn, sein Haus und Reich!

Brich der Bosheit Macht, enthülle

Jeden Schelm- und Bubenstreich!

Dein Gesetz sei stets sein Wille,

Dieser uns Gesetzen gleich.

|: Gott erhalte Franz, den Kaiser,

Unsern guten Kaiser Franz! :|

Froh erleb' er seiner Lande,

Seiner Völker höchsten Flor!

Seh' sie, Eins durch Bruderbande,

Ragen allen andern vor!

Und vernehm' noch an dem Rande

Später Gruft der Enkel Chor.

|: Gott erhalte Franz, den Kaiser,

Unsern guten Kaiser Franz! :|

### 1826 verzió
Gott erhalte Franz den Kaiser,

Unsern guten Kaiser Franz,

Hoch als Herrscher, hoch als Weiser,

Steht er in des Ruhmes Glanz;

Liebe windet Lorbeerreiser

Ihm zum ewig grünen Kranz.

|: Gott erhalte Franz den Kaiser,

Unsern guten Kaiser Franz! :|

Über blühende Gefilde

Reicht sein Zepter weit und breit;

Säulen seines Throns sind milde,

Biedersinn und Redlichkeit,

Und von seinem Wappenschilde

Strahlet die Gerechtigkeit.

|: Gott erhalte Franz den Kaiser,

Unsern guten Kaiser Franz! :|

Sich mit Tugenden zu schmücken,

Achtet er der Sorgen werth,

Nicht um Völker zu erdrücken

Flammt in seiner Hand das Schwert:

Sie zu segnen, zu beglücken,

Ist der Preis, den er begehrt,

|: Gott erhalte Franz den Kaiser,

Unsern guten Kaiser Franz! :|

Er zerbrach der Knechtschaft Bande,

Hob zur Freiheit uns empor!

Früh' erleb' er deutscher Lande,

Deutscher Völker höchsten Flor,

Und vernehme noch am Rande

Später Gruft der Enkel Chor:

|: Gott erhalte Franz den Kaiser,

Unsern guten Kaiser Franz! :|

### 1854 verzió
Információ Forrás: – :
1. Gott erhalte, Gott beschütze
Unsern Kaiser, unser Land!
Mächtig durch des Glaubens Stütze,
Führt er uns mit weiser Hand!
Laßt uns seiner Väter Krone
Schirmen wider jeden Feind!
|: Innig bleibt mit Habsburgs Throne
Österreichs Geschick vereint! :|
2. Fromm und bieder, wahr und offen
Laßt für Recht und Pflicht uns stehn;
Laßt, wenns gilt, mit frohem Hoffen
Mutvoll in den Kampf uns gehn
Eingedenk der Lorbeerreiser
Die das Heer so oft sich wand
|: Gut und Blut für unsern Kaiser,
Gut und Blut fürs Vaterland! :|
3. Was der Bürger Fleiß geschaffen
Schütze treu des Kaisers Kraft;
Mit des Geistes heitren Waffen
Siege Kunst und Wissenschaft!
Segen sei dem Land beschieden
Und sein Ruhm dem Segen gleich;
|: Gottes Sonne strahl' in Frieden
Auf ein glücklich Österreich!
4. Laßt uns fest zusammenhalten,
In der Eintracht liegt die Macht;
Mit vereinter Kräfte Walten
Wird das Schwere leicht vollbracht,
Laßt uns Eins durch Brüderbande
Gleichem Ziel entgegengehn
|: Heil dem Kaiser, Heil dem Lande,
Österreich wird ewig stehn! :|
An des Kaisers Seite waltet,
Ihm verwandt durch Stamm und Sinn,
Reich an Reiz, der nie veraltet,
Uns're holde Kaiserin.
Was als Glück zu höchst gepriesen
Ström' auf sie der Himmel aus:
|: Heil Franz Josef, Heil Elisen,
Segen Habsburgs ganzem Haus! :|
Heil auch Öst'reichs Kaisersohne,
Froher Zukunft Unterpfand,
Seiner Eltern Freud' und Wonne,
Rudolf tönt's im ganzen Land,
Unsern Kronprinz Gott behüte,
Segne und beglücke ihn,
|: Von der ersten Jugendblüthe
Bis in fernste Zeiten hin. :|

### 1922 verzió
Miután az utolsó császár, IV. Károly, meghalt 1922-ben, a monarchisták szereztek egy új versszakot fiának, Habsburg Ottónak. Mivel az Osztrák Ideiglenes Nemzetgyűlés már 1918-ban kikiáltotta az Osztrák Köztársaságot, ez a verzió soha nem vált hivatalossá.
In Verbannung, fern den Landen
Weilst Du, Hoffnung Österreichs.
Otto, treu in festen Banden
Steh'n zu Dir wir felsengleich.
Dir, mein Kaiser, sei beschieden
Alter Ruhm und neues Glück!
|: Bring den Völkern endlich Frieden,
Kehr zur Heimat bald zurück!:|